# Magda Szabóová

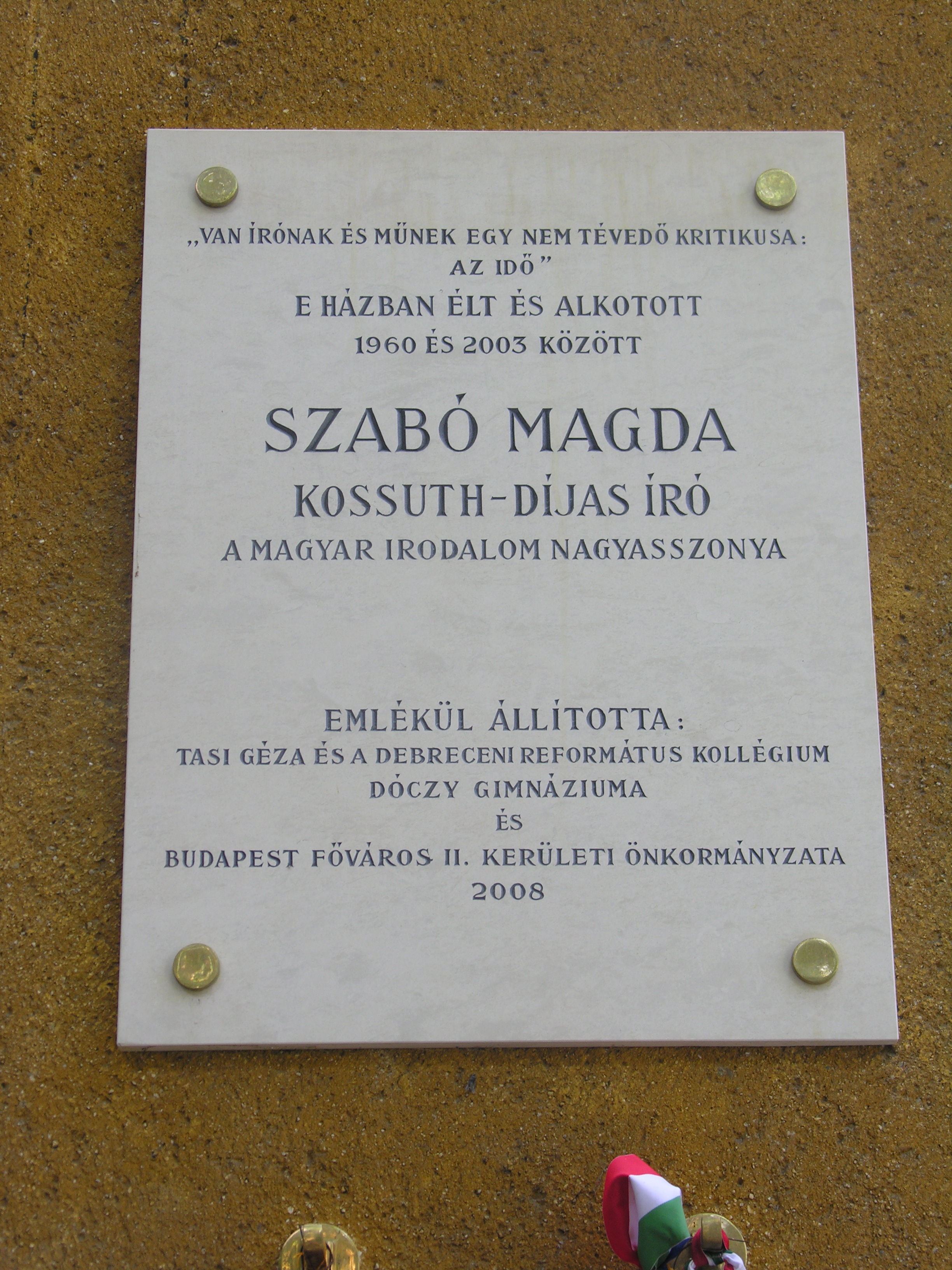
Pamětní deska Magdy Szabó v Budapešti.

Magda Szabóová (5. října 1917 Debrecín – 19. listopadu 2007 Kerepes) byla maďarská spisovatelka.
Několik jejích děl bylo zfilmováno, nejnovějším filmem je Za zavřenými dveřmi podle románu Dveře v režii Istvána Szabóa s Helen Mirrenovou v hlavní roli.

## Romány v češtině
- Freska (Freskó, 1958, česky 1961)
- Řekněte Žofince (Mondják meg Zsófikának, 1958, česky 1961 a 1972)
- Zabijačka (Disznótor, 1960, česky 1963)
- Karneval (Álarcosbál, 1961, česky 1965 a 1970)
- Ostrovní modř (Sziget-kék, 1959, česky 1968)
- Narozeniny (Születésnap, 1962, česky 1972)
- Srnka (Az öz, 1963, česky 1968)
- Kateřinská ulice (Katalin utca, 1969, česky 1974)
- Socha vzdechů (Abigél , 1970, česky 1974)
- Staromódní příběh (Régimódi történet, 1977, česky 1981)
- Přihlížitelé (A szemlélők, 1973, česky 1983)
- Dveře (Az ajtó, 1987, česky 2004)